# Vestenanova
Vestenanova é uma comuna italiana da região do Vêneto, província de Verona, com cerca de 2.679 habitantes. Estende-se por uma área de 23,94 km², tendo uma densidade populacional de 114 hab/km². Faz fronteira com Altissimo (VI), Badia Calavena, Chiampo (VI), Crespadoro (VI), San Giovanni Ilarione, San Pietro Mussolino (VI), Selva di Progno, Tregnago.

## Demografia
| Variação demográfica do município entre 1861 e 2011                               |
|                                                                                   |
| Fonte: Istituto Nazionale di Statistica (ISTAT) - Elaboração gráfica da Wikipedia |